# Giovanni Domenico Maraldi
Giovanni Domenico Maraldi (Perinaldo, 7 aprile 1709 – Perinaldo, 14 novembre 1788) è stato un astronomo italiano.
Nel 1727 si recò a Parigi, diventando membro dell'Accademia francese delle scienze, nel 1731. Mentre osservava nel 1746 la cometa De Chéseaux con Jacques Cassini, scoprì due "stelle nebulose", che furono in seguito identificate come ammassi globulari, M15 e M2. Nel 1772, Maraldi fece ritorno in Italia, a Perinaldo, dove morì. Dopo la sua morte, il suo nome fu assegnato ad un cratere lunare, nel 1935.